# Neubiberg
Neubiberg – miejscowość i gmina w Niemczech, w kraju związkowym Bawaria, w rejencji Górna Bawaria, w regionie Monachium, w powiecie Monachium. Leży około 10 km na południowy wschód od centrum Monachium, przy linii kolejowej Monachium – Holzkirchen.

## Demografia
Dane o ludności z 31 grudnia 2008:
| Opis                                | Ogółem | Ogółem | Kobiety | Kobiety | Mężczyźni | Mężczyźni |
| ----------------------------------- | ------ | ------ | ------- | ------- | --------- | --------- |
| Jednostka                           | osób   | %      | osób    | %       | osób      | %         |
| Populacja                           | 14 216 | 100    | 6080    | 42,77   | 8136      | 57,23     |
| Wiek przedprodukcyjny (0–17 lat)    | 2337   | 16,44  | 1128    | 7,93    | 1209      | 8,5       |
| Wiek produkcyjny (18–65 lat)        | 9781   | 68,8   | 3774    | 26,55   | 6007      | 42,26     |
| Wiek poprodukcyjny (powyżej 65 lat) | 2098   | 14,76  | 1178    | 8,29    | 920       | 6,47      |

## Polityka
Wójtem gminy jest Günter Heyland, wcześniej urząd ten obejmowała Johanna Rumschöttel, rada gminy składa się z 24 osób.
|      | CSU | SPD/NBG | Zieloni/ödp | FDP | ÜWV | FW | Razem |
| 2008 | 6   | 4       | 4           | 2   | 1   | 7  | 24    |
| 2002 | 11  | 8       | 2           | 1   | 2   | -  | 24    |